# حمض الكالكونكاربوكسيليك
حمض الكالكونكاربوكسيليك (Calconcarboxylic acid)،  الذي أطلقت عليه  هيئة الاتحاد الدولي للكيمياء البحتة والتطبيقية إسم حمض 3-هيدروكسي-4-[(2-هيدروكسي-4-سلفونافثالين-1-يل)ديازينيل]نفثالين-2-كربوكسيليك ؛ كما يسمى أيضا مؤشر باتون وريدر، هو صبغة أزو تستخدم كمؤشر للمعايرة المعقدة للكالسيوم مع حمض إيثيلين ديامين رباعي الأسيتيك (EDTA) في وجود المغنيسيوم. من الناحية البنيوية، فهو مشابه للأزرق الأسود الإريوكروم R، والذي يتم الحصول عليه من حمض الكالكونكاربوكسيليك عن طريق إزالة الكربوكسيل والتفاعل مع هيدروكسيد الصوديوم.

## الخصائص
حمض الكالكونكاربوكسيليك قابل للذوبان في الماء ومجموعة متنوعة من المذيبات الأخرى، بما في ذلك هيدروكسيد الصوديوم والإيثانول والميثانول. ويصبح لونه بنفسجيا عندما يذوب في الإيثانول. نقطة انصهاره تبلغ حوالي 300 درجة مئوية. °C عندما يخضع للتحلل الحراري.

## الخلفية
على الرغم من أن تحديد الكالسيوم والمغنيسيوم عن طريق المعايرة بتشكيل المعقدات باستخدام المحاليل القياسية من رباعي أسيتات ثنائي هيدروجين ثنائي الصوديوم، واريو كروم بلاك تي كمؤشر مقبول على نطاق واسع ومفهوم تمامًا، إلا أنه، مثل طرق المعايرة المعقدة الأخرى، تعاني من قيود وجود نقطة نهاية غير واضحة (حيث تكون هناك حاجة إلى معاير ضوئي لتوفير دقة مقبولة) و/أو الاضطرار إلى فصل المعادن قبل أن تتم الأخيرة. و نتيجة لذلك، اعتمد الكالكونكاربوكسيليك كبديل متفوق بسبب قدرته على إعطاء نقطة نهاية جيدة ومرئية وأدائه السريع حتى مع وجود المغنيسيوم.

## التوليف
كما وصفه جيمس باتون ووندل ريدر في عام 1956، يمكن تصنيع حمض الكالكونكاربوكسيليك عن طريق ربط حمض 1-أمينو-2-نفثول-4-سلفونيك المؤزوت بحمض 2-هيدروكسي-3-نفثويك.

## التطبيقات
يستخدم حمض الكالكونكاربوكسيليك لتحديد تركيز أيونات الكالسيوم وذلك عن طريق المعايرة المعقدة. حمض الكالكونكاربوكسيليك الحر هو حمض أزرق اللون، لكنه يتغير إلى اللون الوردي/الأحمر عندما يشكل معقدًا مع أيونات الكالسيوم. يشكل ثنائي أمين الإيثيلين رباعي حمض الأسيتيك(EDTA)معقدًا أكثر استقرارًا مع الكالسيوم مقارنة بحمض الكالكونكاربوكسيليك، لذا فإن إضافة EDTA إلى معقد –حمض الكالكونكاربوكسيليكCa يسبب تكوين Ca-EDTA بدلاً من ذلك، مما يؤدي إلى العودة إلى اللون الأزرق لحمض الكالكونكاربوكسيليك الحر.
بالنسبة للمعايرة المعقدة، يتم أولاً إضافة المؤشر إلى المحلول المعاير الذي يحتوي على أيونات الكالسيوم لتشكيل معقد أيونات الكالسيوم-المؤشر (Ca-PR) باللون الوردي/الأحمر. يتم بعد ذلك معايرة هذا المحلول بمحلول قياسي من EDTA. فيمكن ملاحظة نقطة النهاية عندما ينتج المؤشر تغيرًا حادًا ومستقرًا في اللون من الأحمر الخمري إلى الأزرق النقي، والذي يحدث عند قيم الأس الهيدروجيني بين 12 و14،  مما يشير إلى نقطة نهاية المعايرة، حيث تستبدل معقدات Ca-PR تمامًا بمعقدات Ca-EDTA وبالتالي يعود مؤشر PR إلى لونه الأزرق.
يمكن إعطاء التفاعل بواسطة:
Ca-PR + EDTA4- → PR + [Ca-EDTA]2-
غالبًا ما يتم استخدام مؤشر باتون-ريدر هنا على شكل معالجة السحن.
تعتمد هذه الطريقة من المعايرة المعقدة على أن يكون الرقم الهيدروجيني للمحلول مرتفعًا بدرجة كافية لضمان ترسب أيونات المغنيسيوم على شكل هيدروكسيد المغنيسيوم قبل إضافة مؤشر PR لمنع التداخل مع النتائج، لأنه إذا كان المغنيسيوم موجودًا، فإن EDTA سيشكل أيضًا معقدات معه. وعادة ما يتم إضافة هيدروكسيد الصوديوم المركز أو هيدروكسيد البوتاسيوم إلى المحلول لهذه الغاية بالضبط.
قد تتأثر دقة هذه الطريقة أيضًا بوجود أيونات معدنية مثل النحاس أو الحديد أو الكوبالت أو الزنك أو المنغنيز بتركيزات عالية بدرجة كافية.